# 3416 Дорріт
3416 Дорріт  (3416 Dorrit) — астероїд головного поясу, відкритий 8 листопада 1931 року.
Тіссеранів параметр щодо Юпітера — 3,814.